# Grudinowo (obwód pskowski)
Grudinowo (ros. Грудиново) – wieś (ros. деревня, trb. dieriewnia) w zachodniej Rosji, w wołoście Luszczikskaja (osiedle wiejskie) rejonu bieżanickiego w obwodzie pskowskim.

## Geografia
Miejscowość położona jest 2 km od centrum administracyjnego osiedla wiejskiego (Luszczik), 3 km od centrum administracyjnego rejonu (Bieżanicy), 133 km od stolicy obwodu (Psków).
W granicach dieriewni znajduje się ulica Ługowaja.

## Demografia
W 2010 r. miejscowość zamieszkiwało 8 osób.